# Pseudoarmillariella
Pseudoarmillariella is een geslacht van schimmels behorend tot de familie Hygrophoraceae. De typesoort is Pseudoarmillariella ectypoides.

## Soorten
Het geslacht telt in totaal drie soorten (peildatum december 2021):
| Soortnaam                      | Auteur(s)                       | Publicatiejaar |
| ------------------------------ | ------------------------------- | -------------- |
| Pseudoarmillariella bacillaris | Zhu L. Yang, B. Feng & Y.J. Hao | 2013           |
| Pseudoarmillariella ectypoides | (Peck) Singer                   | 1956           |
| Pseudoarmillariella fistulosa  | (G. Stev.) E. Horak             | 1971           |